# Strandpiratspindel
Strandpiratspindel (Pirata piraticus) är en spindelart som först beskrevs av Carl Alexander Clerck 1757.  Strandpiratspindel ingår i släktet Pirata och familjen vargspindlar. Arten är reproducerande i Sverige. Inga underarter finns listade i Catalogue of Life.